# Edward James Reed
Sir Edward James Reed KCB, FRS (Sheerness, 20 settembre 1830 – Londra, 30 novembre 1906) è stato un ingegnere navale, scrittore, politico magnate delle ferrovie inglese. 
Fu Capo Costruttore per la Royal Navy dal 1863 al 1870. Fu un politico liberale, che sedette nella Camera dei Comuni dal 1874 al 1906.

## Infanzia e gioventù
Edward Reed nacque a Sheerness, nel Kent, da John e Elizabeth Reed. Fu un apprendista carpentiere navale a Sheerness ed entrò poi alla School of Mathematics and Naval Construction di Portsmouth. Nel 1851 sposò Rosetta, la sorella di Nathaniel Barnaby. Barnaby era al tempo un suo compagno di studi e sarebbe poi succeduto a Reed come Capo Costruttore dell'Ammiragliato. Nel 1852 iniziò a lavorare all'arsenale di Sheerness, ma diede le dimissioni dopo una discussione con la direzione. Lavorò allora nel giornalismo, dove fu anche il direttore del Mechanics' Magazine. Nel 1860 Reed divenne il segretario dell'appena formato Institute of Naval Architects.

## Carriera di architetto navale
Nel 1863, alla giovane età di 33 anni, successe a Isaac Watts come Capo Costruttore dell'Ammiragliato. Il suo periodo in carica vide la transizione dalle navi in legno a quelle corazzate. Unità notevoli costruite sotto la sua direzione includono:
- La HMS Bellerophon nel 1865, utilizzando un innovativo metodo costruttivo a telaio a staffa.
- La nave corazzata a torri HMS Monarch nel 1868, prima nave a torri pensata per la navigazione oceanica.
- La corazzata HMS Devastation nel 1871, una delle prime navi da battaglia senza attrezzatura velica.

Il suo periodo in carica fu contrassegnato da un'intensa controversia con l'ufficiale di marina, deputato e inventore Cowper Phipps Coles. Questa culminò con l'assegnazione da parte del parlamento di fondi per la costruzione di una nuova nave da battaglia, la HMS Captain, da costruirsi secondo i dettami di Coles, senza aiuto del dipartimento di Reed e contrariamente al suo suggerimento. Amareggiato da questo fatto, Reed rassegnò le dimissioni nel luglio 1870. La sua partenza fu descritta come un disastro nazionale dal Controller, l'ammiraglio Robert Spencer Robinson. Il settembre seguente la Captain affondò in una tempesta con la perdita di quasi 500 vite, incluso il capitano Coles.
Fu un critico tagliente della politica attuata dai suoi successori alla carica di Capo Costruttore. Dopo aver lasciato l'Ammiragliato continuò a progettare navi per marine straniere. Tra queste quella brasiliana, tedesca, cilena e giapponese. Un certo numero di queste navi furono poi comprate dalla Royal Navy.
Reed fu nominato Compagno dell'Ordine del Bagno (CB) nel 1868, durante il suo periodo come Capo Costruttore, e fu poi elevato al rango di Cavaliere Commendatore del Bagno (KCB) nel 1880. Nel 1876 fu eletto membro della Royal Society (FRS). Fu anche nominato Cavaliere Commendatore dell'Ordine di San Stanislao, Cavaliere dell'Ordine Imperiale di Francesco Giuseppe e dell'Ordine di Medjidie.
Dietro consiglio di Reed, nel 1892 fu fondata a Londra la Channel Tubular Railway Preliminary Company, una compagnia con un capitale iniziale di 40000 £. il capitale avrebbe dovuto essere aumentato con la vendita di 250000 quote societarie. La compagnia, guidata da Reed, pianificò la costruzione di un tunnel ferroviario sotto alla Manica, per permettere un attraversamento del canale più rapido rispetto al traghetto. Il progetto fallì per considerazioni politiche contrarie.

## Carriera parlamentare
Alle elezioni generali del 1874 Reed fu eletto come membro del parlamento per Pembroke per il partito liberale.
Reed visitò il Giappone nel 1879 su invito del governo imperiale. Reed era lì per assistere alla consegna delle tre nuove navi corazzate giapponesi costruite in Gran Bretagna, la Fusō, la Kongō e la Hiei. Dato l'ostentato intrattenimento fornito dai giapponesi per tre mesi, le considerazioni politiche furono inevitabili. Il Giappone stava cercando una revisione degli accordi commerciali iniqui e voleva sviluppare un buon rapporto con i membri liberali più prominenti della Camera dei Comuni. Al suo ritorno a Londra Reed scrisse una storia simpatetica della nazione del sol levante, che fu pubblicata con successo l'anno seguente.
Alle seguenti elezioni generali del 1880 fu eletto al parlamento come membro per Cardiff. Nel 1886 fu nominato Lord del Tesoro nel terzo governo di Gladstone.
Reed perse il suo seggio in parlamento nel 1895, ma lo riguadagnò nel 1900. Nel 1905 disse che si sarebbe ritirato nelle seguenti elezioni, che si svolsero nel 1906.

## Magnate delle ferrovie in Florida

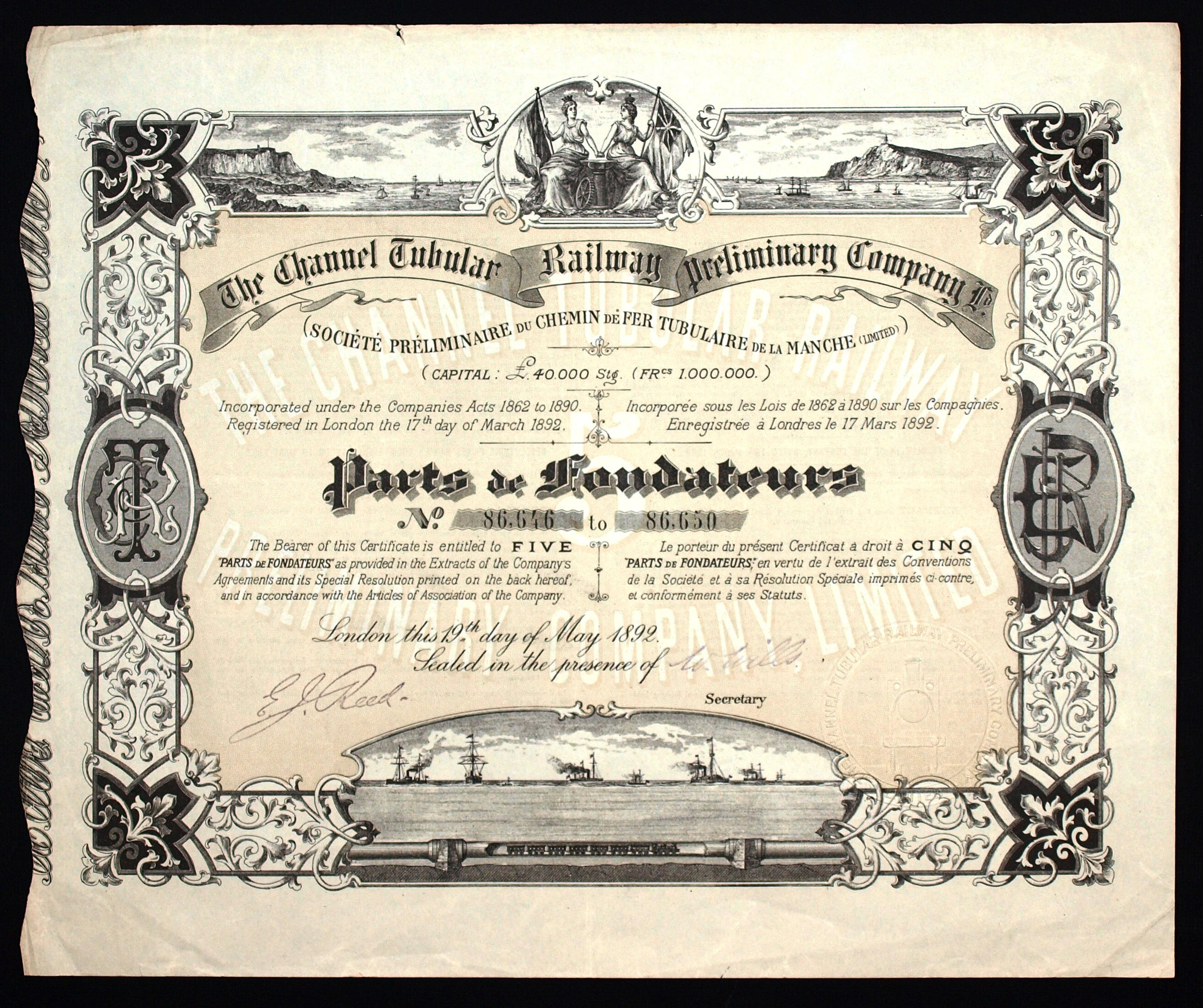
Quota societaria della Channel Tubular Railway Preliminary Company, firmata il 19 maggio 1892 da Edward James Reed.

Nel 1881 Reed e altri investitori inglesi e olandesi comprarono l'Atlantic, Gulf and West India Transit Company. La società era nata dalla riorganizzazione nel 1872 della Florida Railroad, che attraversava la Florida da Fernandina a Cedar Key, e che operava due sussidiarie: la Peninsular Railroad, che raggiungeva Ocala e Silver Springs da un nodo ferroviario con la Florida Railroad presso Waldo, e la Tropical Florida Railroad, che congiungeva Ocala a Wildwood. Reed riorganizzò le ferrovie nella Florida Transit Company, che fu nuovamente riorganizzata nel 1883 nella Florida Transit and Peninsular Railroad.
Nel 1882 Reed acquisì la Jacksonville, Pensacola and Mobile Railroad (JP&M), che correva da Quincy verso est attraverso Tallahassee, fino a Lake City, e la sua sussidiaria, la Florida Central Railroad, che si sviluppava da Lake City verso est fino a Jacksonville. Reed riorganizzò le due linee ferroviarie con il nome unico di Florida Central and Western Railroad.
Nel 1884 Reed fuse la Florida Central and Western con la Florida Transit and Peninsular e nel 1885, dopo aver firmato un accordo di affitto con due linee minori, comprò tutte queste entittà come firma unitaria, col nome Florida Railway and Navigation Company. Reed si ritirò poi dal controllo attivo della società e nel 1886 la corporazione fu riorganizzata come Florida Central and Peninsular Railroad (FC&P). Nel 1900, un anno dopo aver comprato la maggioranza delle azioni della FC&P, la nuova Seaboard Air Line Railway (ora CSX Transportation) prese il controllo della FC&P e nel 1903 l'acquisì del tutto.

## Morte
Reed morì nel novembre 1906 per un attacco cardiaco, nella sua casa sullo Strand, a Londra. Fu inumato nel cimitero di Putney Vale il 4 dicembre dello stesso anno. Il figlio, Edward Tennyson Reed, divenne un caricaturista politico per il Punch.

## Onorificenze
| Nastro                                             | Onorificenza                                          | Anno | Nazione                |
| -------------------------------------------------- | ----------------------------------------------------- | ---- | ---------------------- |
|                                                    | Compagno dell'Ordine del Bagno (CB)                   | 1868 | Regno Unito            |
| Cavaliere Commendatore dell'Ordine del Bagno (KCB) | 1880                                                  |      | Regno Unito            |
|                                                    | Cavaliere Commendatore dell'Ordine di San Stanislao   |      | Russia                 |
|                                                    | Cavaliere dell'Ordine Imperiale di Francesco Giuseppe |      | Impero austro-ungarico |
|                                                    | Cavaliere dell'Ordine di Medjidie                     |      | Impero ottomano        |

## Pubblicazioni
Tra i lavori degni di nota:
- Shipbuilding in Iron and Steel (1868)
- Our Ironclad Ships, their Qualities, Performance and Cost (1869)
- Japan: its History, Traditions, and Religions. Londra, J. Murray (1880)
- Treatise on the stability of ships (1884)